# 모리사키 가즈유키
모리사키 가즈유키(일본어: 森﨑 和幸, 1981년 5월 9일 ~ )는 일본의 전 축구 선수이다.

## 구단 경력
그는 1999년 J1리그의 산프레체 히로시마에 입단했다. 2018년까지 504경기에 출전하여, 22득점을 넣었다. 2012년, 2013년, 2015년 3번의 J1리그 우승을 차지했다. 2018년후 현역 은퇴.

## 국가대표팀 경력
그는 2001년 FIFA 세계 청소년 축구 선수권 대회에 참가할 일본 U-20 국가대표팀에 발탁되었으며, 3경기에 출전, 1득점을 넣었다. 2002년 아시안 게임에 참가할 일본 U-23 국가대표팀에 발탁되었으며, 은메달 획득에 기여했다.